# یواس‌اس آر-۱۱ (اس‌اس-۸۸)
یواس‌اس آر-۱۱ (اس‌اس-۸۸) (به انگلیسی: USS R-11 (SS-88)) یک زیردریایی بود که طول آن ۱۸۶ فوت ۲ اینچ (۵۶٫۷۴ متر) بود. این زیردریایی در سال ۱۹۱۹ ساخته شد.